# République soviétique nord-caucasienne
7 juillet 1918 – 11 janvier 1919
(6 mois et 4 jours)
Entités précédentes :
- République soviétique du Kouban et de la mer Noire
 République soviétique de Stavropol
 République soviétique du Terek

Entités suivantes :
- République socialiste fédérative soviétique de Russie

La République soviétique nord-caucasienne (en russe : Се́веро-Кавка́зская Сове́тская Респу́блика, Severno-Kavkazskaïa Sovietskaïa Respoublika) est une république socialiste soviétique du Caucase du nord ou Ciscaucasie, proclamée le 7 juillet 1918 pour y consolider le pouvoir soviétique pendant la guerre civile russe.
La République soviétique nord-caucasienne est créée en réunissant la république soviétique du Kouban et de la mer Noire, la république soviétique de Stavropol et la république soviétique du Terek. Sa capitale est d'abord Iekaterinodar, mais après la prise de cette ville par l'Armée des volontaires blancs d'Anton Ivanovitch Denikine le 16 août 1918, elle est transférée à Piatigorsk.
Après la conquête de la plus grande partie de la région par les Blancs fin 1918, le Comité exécutif central panrusse supprime le 11 janvier 1919 cette république dont le territoire est dès lors considéré partie intégrante de la république socialiste fédérative soviétique de Russie.

## Galerie

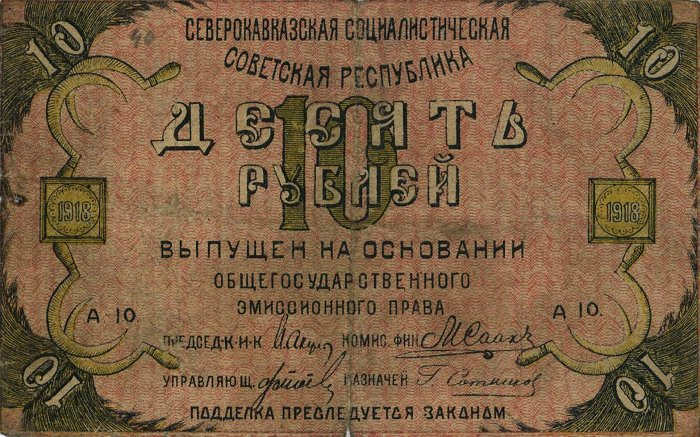
Billet de 10 roubles (recto) de la RS nord-caucasienne
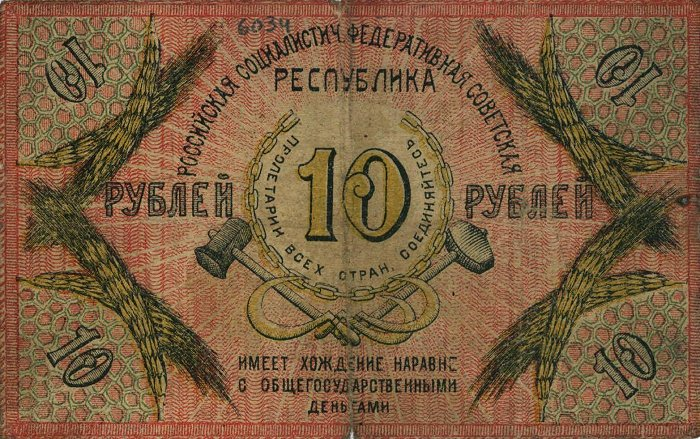
Billet de 10 roubles (verso) de la RS nord-caucasienne
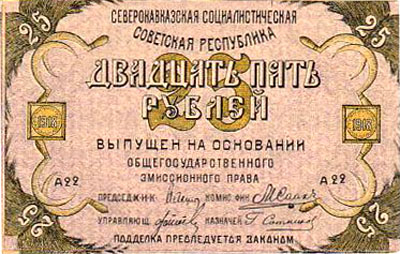
Billet de 25 roubles (recto) de la RS nord-caucasienne
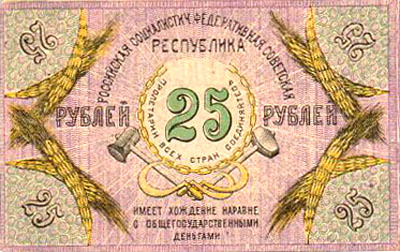
Billet de 25 roubles (verso) de la RS nord-caucasienne